# 竹富町立古見小学校
竹富町立古見小学校（たけとみちょうりつこみしょうがっこう）は、かつて沖縄県八重山郡竹富町字古見（八重山列島西表島）にあった町立小学校である。

## 概要
1895年（明治28年）に設置された大川尋常小学校込古見分教場を前身とし、128年の歴史を有する学校である。児童数は1961年（昭和36年）に最多の39人を数えたが、以後は減少が続いた。継続的な入学者が見込めないことから、2023年度末で閉校し、竹富町立大原小学校と統合された。
校歌は1968年（昭和43年）2月制定。作詞は伊波南哲、作曲は糸洲長良。

## 沿革
- 1895年（明治28年）6月1日 - 古見村事務所に隣接する小屋を校舎とし、大川尋常小学校古見分教場として創立。
- 1906年（明治39年） - 大川尋常小学校から小浜尋常小学校が独立。古見分教場は小浜尋常小学校古見分教場となる。
- 1924年（大正13年） - 小浜尋常小学校古見仮教場に改称。
- 1926年（昭和2年） - 小浜尋常小学校古見分校に改称。
- 1941年（昭和16年） - 小浜国民学校古見分校となる。
- 1946年（昭和21年） - 大原国民学校古見仮教場となる。
- 1949年（昭和24年） - 中学校が発足。
- 1957年（昭和32年） - 古見小学校、古見中学校が独立。
- 1963年（昭和38年） - 古見中学校が廃校となり、大原中学校へ統合される。
- 1971年（昭和46年） - 由布小学校を本校に統合[1]。
- 1972年（昭和47年） - 竹富町立古見小学校となる。
- 1996年（平成8年） - 全国野生生物実績発表大会にて環境庁長官賞受賞。
- 2013年（平成25年） - 全国野生生物実績発表大会にて林野庁長官賞受賞。
- 2014年（平成26年） - 全国こども科学映像祭にて特別賞受賞。
- 2016年（平成28年） - 平成28年度子どもの読書活動優秀実践校として文部科学大臣表彰を受ける[7][8]。
- 2024年（令和6年）3月31日 - 大原小学校へ統合され、閉校。